# Askia Daoud

Situación del Imperio songhai en África Occidental (siglo -)

Askia Daoud (también escrito Askia Daúd o Askia Dawud) fue el gobernante del Imperio songhai de 1549 a 1582. Daoud ascendió al trono sin oposición tras la muerte de su hermano Askia Ishaq I en 1549. El imperio continuó expandiéndose durante el pacífico reinado de Daoud y tuvo pocos conflictos internos hasta la invasión e interferencia del ejército de Marruecos, que llevó a la caída del imperio en 1591.

## Infancia e influencias
Situado en África Occidental, el floreciente Imperio songhai se extendía a lo largo de las regiones de Gao, Senegal, Gambia, Nigeria, Tombuctú y Djenné. Durante el reinado de su padre Askia Mohamed I, el Imperio songhai tuvo una economía floreciente gracias a su esfuerzo para desarrollar una sociedad islámica, a través del desarrollo del comercio con las regiones vecinas y por priorizar la educación y la alfabetización. Institucionalizando las enseñanzas y prácticas islámicas en las escuelas y en la economía, la población musulmana del imperio tuvo un crecimiento exponencial y vivió una época de prosperidad. Los hombres musulmanes se convirtieron en comerciantes de oro y otros bienes, se construyeron varias escuelas basadas en la fe islámica, lo que aumentó la alfabetización, y una burocracia centralizada fomentó la estabilidad y reforzó el imperio. Este periodo fue conocido como su «edad dorada». Heredando la extensión del territorio de su padre, Askia Daoud tuvo un reinado de gran prosperidad, aunque poco después de la muerte de su padre comenzó un declive gradual de la soberanía y poder del imperio.

## Estabilidad
La estabilidad, la seguridad y la religión fueron algunas de las principales prioridades de la dinastía Askia. Tanto Daoud como su hermano y su padre antes que él organizaron una serie de campañas militares contra territorios tributarios de su vasto imperio. Los ejércitos songhai fueron conocidos por sus victorias. Para fomentar la estabilidad del imperio, tanto Askia Daoud como su hermano se casaron con hijas de gobernantes al sur del imperio, los nómadas del Sáhara, para mostrar su lealtad y deseo de unidad. Junto con la estabilidad regional, la unidad religiosa también fue uno de sus ejes centrales, al casar a sus hijas tanto con autoridades comerciales como religiosas el imperio se aseguró de tener conexiones en todos los niveles. Al casar a sus hijas con personalidades de importancia religiosa, aseguró la fe islámica durante generaciones, y los siguientes gobernantes mantendrían la dinámica. Sin embargo, tras la muerte de Askia Mohamed, la paz comenzó a erosionarse, y durante el reinado de Askia Daoud el imperio llegó a ser atacado.

## Declive del Imperio songhai
En 1556-1557, los ejércitos de Mohammed ash-Sheij, el sultán de Marrakech, capturaron las minas de sal de Taghaza, aunque después se retiraron. Poco después de su ascenso al trono en 1578, el sultán Ahmad al-Mansur de Marruecos exigió impuestos de las minas de sal. Askia Daoud respondió enviándole una gran cantidad de oro como regalo. Con la invasión del gobernante marroquí en la disputa por las minas de sal de Taghaza, el Imperio songhai comenzó a afrontar un declive gradual. Las minas de sal y de oro habían alimentado las principales vías de comercio de la población musulmana en el imperio. La lucha por el control de las minas continuó entre el Imperio songhai y Marruecos. Sin embargo, a través de numerosas incursiones, el ejército marroquí comenzó a modernizar sus tácticas militares con el uso de armas de fuego, mientras que el ejército songhai no hizo lo mismo y siguió basándose en el uso de lanzas, flechas, y guerra de guerrillas. Debido a esta diferencia tecnológica, en 1591 el Imperio songhai fue derrotado finalmente por las fuerzas de Marruecos. Tras la caída del Imperio songhai, Marruecos continuó dominando la región durante los siguientes 100 años, hasta la colonización francesa de África Occidental.